# Ван Дамм, Шарль
Шарль Ван Дамм (фр. Charles Van Damme, 30 мая 1946, Уккел, Брюссельский столичный регион) — бельгийский кинооператор и кинорежиссёр.

## Биография
Окончил Высший национальный институт визуальных искусств Бельгии (1968). Работал осветителем в театре. В кино дебютировал у Андре Дельво, с которым снял впоследствии многие из его фильмов. Работает в бельгийском и французском кино и на телевидении. Возглавлял отделение операторского искусства в Европейском фонде аудиовизуальных искусств (1995—2000). Член главного жюри Каннского МКФ (1998).

## Избранная фильмография

### Оператор
- 1973: Красавица/ Belle (Андре Дельво)
- 1975: С Дирком Баутсом/ Met Dieric Bouts (Андре Дельво, документальный)
- 1976: Plaisir d’amour en Iran (Аньес Варда)
- 1977: Одна поет, другая нет/ L’une chante, l’autre pas (Аньес Варда)
- 1979: Женщина в сумерках/ Een vrouw tussen hond en wolf (Андре Дельво)
- 1983: Benvenuta (Андре Дельво)
- 1984: Tir à vue (Марк Анжело)
- 1985: Babel opéra, ou la répétition de Don Juan de Wolfgang Amadeus Mozart (Андре Дельво)
- 1986: Мелодрама/ Mélo (Ален Рене, номинация на премию Сезар за лучшую операторскую работу)
- 1986: Сошествие в ад/ Descente aux enfers (Франсис Жиро)
- 1987: Noyade interdite (Пьер Гранье-Дефер)
- 1988: Стадия нигредо/ L’oeuvre au noir (Андре Дельво)
- 1988: Drôle d’endroit pour une rencontre (Франсуа Дюперон)
- 1989: I Want to Go Home (Ален Рене)
- 1990: Bienvenue à bord! (Жан-Луи Леконт)
- 1993: Archipel (Пьер Гранье-Дефер)
- 1996: Passage à l’acte (Франсис Жиро)
- 1997: Combat de fauves (Бенуа Лами)
- 2001: Нана/ Nana (Эдуар Молинаро, телевизионный)
- 2003: Un homme par hasard (Эдуар Молинаро, телевизионный)
- 2003: Le soleil assassiné (Абделькрим Бахлул)
- 2008: La monologue de la muette (также режиссёр, документальный)

### Режиссёр
- 1994: Скрипач/ Le joueur de violon (также сценарист; номинация на Золотую пальмовую ветвь Каннского МКФ)

## Книги
- Свет-актёр/ Lumière actrice (1987, в соавторстве)